# Гараніна Ксенія Сергіївна
Ксенія Сергіївна Гараніна (нар. 17 квітня 1997, Воткінськ, Удмуртія, Росія) — російська та вірменська футболістка, нападниця російського клубу «Рубін» (Казань) і збірної Вірменії.

## Життєпис
Розпочала займатися футболом у Воткінську в шкільній команді. У 2013 році отримала запрошення до клубу «Зеніт-Іжевськ», де провела два сезони.
З 2015 року виступала за інший іжевський клуб — «Торпедо». У дебютному сезоні стала найкращою бомбардиркою Кубку Росії з 5 забитими м'ячами, в тому числі відзначилася хет-триком у матчі проти «Маріелочкі» (3:0). У 2015-2017 роках виступала зі своїм клубом в першому дивізіоні і в 2017 році стала срібним призером змагань. Значну частину сезону 2016 року пропустила через травму передньої хрестоподібної зв'язки та обох менісків. У 2018 року виступала у вищому дивізіоні, дебютний матч у турнірі провела 18 квітня 2018 року проти «Кубаночки», замінивши на 63-ій хвилині Марину Карапетян. Всього у вищій лізі в 2018 році взяла з 14-ти поєдинків участь в 13 матчах. У сезоні 2019 року також включалася до заявки «Торпедо», причому на позиції захисника, але не зіграла жодного матчу.
Восени 2019 року виступала в змаганнях з футзалу за клуб «Альфа-банк», в складі якого стала срібним призером Чемпіонату Росії 6х6. Згодом перейшла в вірменський клуб «Ширак-Оменмен».
У 2020 році прийняла запрошення виступати за збірну Вірменії напередодні серії товариських матчів проти Литви. У першій грі залишилася в запасі, а в другому матчі, 6 березня 2020 року, дебютувала в складі збірної, замінивши на 89-й хвилині Марал Артін.